# Countryblues
Countryblues er en musikgenre med rødder i en af de tidligste former for blues-musik. Generelt består genren af solosang akkompagneret af fingerpicking på en akustisk guitar; en stil der blev udviklet i Sydstaternes landdistrikter i begyndelsen af det 20. århundrede. Kunstnere som Blind Lemon Jefferson (Texas), Charley Patton (Mississippi), Blind Willie McTell (Georgia) var blandt de første til at indspille bluessange i 1920'erne. Countryblues udviklede sig parallelt med urban blues, som var populær i byerne.
Folkesangeren Alan Lomax var en af de første til at bruge udtrykket "countryblues", og han anvendte det i 1941 på en udendørsindspilning sammen med Muddy Waters i Stovalls prærieområde. Den amerikanske musikhistoriker Samuel Charters skrev I 1959 bogen "The Country Blues", der regnes for en vigtig videnskabelig afhandling om emnet. Han producerede også et album med titlen The Country Blues, der indeholdt tidlige optagelser med Jefferson, McTell, Sleepy John Estes, Bukka White og Robert Johnson.
Charters' værker var med til at genintroducere folkemusikken under 1950'ernes og de sene 60'eres amerikanske folk-revival. Den akustiske fingerpicking-bevægelse gav også anledning til udtrykkene "folk blues" og "akustisk blues", især anvendt på forestillinger og optagelser fra denne tidsperiode. "Countryblues" er også blevet brugt til at definere regionale akustiske stilarter, såsom Delta blues, Piemonte blues, eller den tidligste Chicago blues, Texas blues og Memphis blues.